# The Rose That Grew from Concrete
The Rose That Grew from Concrete – posmiertny album studyjny oparty na poezji amerykańskiego rapera 2Paca, wydany w 2000 roku.

## Lista utworów
1. „Tupac Interlude” – 9:57
2. „Wake Me When I’m Free” (gośc. Babatunde Olatunji) – 5:52
3. „Can U C the Pride in the Panther (Male Version)” (gośc. Mos Def) – 2:57
4. „When Ure Heart Turns Cold” (gośc. Sonia Sanchez) – 1:38
5. „U R Ripping Us Apart!!!” (gośc. Dead Prez) – 3:04
6. „Tears of a Teenage Mother” (gośc. Jasmine Guy) – 0:39
7. „God” (gośc. Reverend Run) – 0:47
8. „And Still I Love You” (gośc. Red Rat) – 3:03
9. „Can U C the Pride in the Panther (Female Version)” (gośc. Mos Def) – 4:54
10. „If There Be Pain” (gośc. Providence & RasDaveed El Harar) – 4:32
11. „A River That Flows Forever” (gośc. Danny Glover, Afeni Shakur & The Cast of The Lion King) – 2:20
12. „The Rose That Grew from Concrete” (gośc. Nikki Giovanni) – 2:35
13. „In The Event of My Demise” (gośc. Outlawz & geronimo ji Jaga) – 4:41
14. „What of a Love Unspoken” (gośc. Tre) – 3:16
15. „Sometimes I Cry” (gośc. Dan Rockett) – 3:10
16. „The Fear in the Heart of Man” (gośc. Q-Tip) – 4:16
17. „Starry Night” (gośc. Quincy Jones, Mac Mall & Rashida Jones) – 4:33
18. „What of Fame?” (gośc. Russell Simmons) – 0:21
19. „Only 4 the Righteous” (gośc. Rha Goddess) – 2:29
20. „Why Must You Be Unfaithful” (gośc. Sarah Jones) – 1:12
21. „Wife 4 Life” (gośc. 4th Avenue Jones & K-Ci) – 4:06
22. „Lady Liberty Needs Glasses” (gośc. Malcolm Jamal Warner) – 2:23
23. „Family Tree” (gośc. Lamar Antwon Robinson & The IMPACT Repertory Theatre) – 3:21
24. „Thug Blues” (gośc. Lamar Antwon Robinson, Tina Thomas Bayyan & The IMPACT Repertory Theatre) – 4:46
25. „The Sun and the Moon” (gośc. Chief Okena Littlehawk) – 1:56